# Chow Yun-fat filmográfia
Ez a szócikk Chow Yun-fat filmjeinek, televíziós szerepléseinek listája.

## Filmek
| Év   | Cím                                         | Eredeti cím         | Szerep                                  |                                                       |
| ---- | ------------------------------------------- | ------------------- | --------------------------------------- | ----------------------------------------------------- |
| 1976 | Learned Bride Thrice Fools the Bridegroom   | 新蘇小妹三難新郎    |                                         |                                                       |
| 1976 | The Hunter, the Butterfly and the Crocodile | 撈家邪牌姑爺仔      |                                         |                                                       |
| 1976 | Reincarnation                               | 投胎人              |                                         |                                                       |
| 1976 | Massage Girls                               | 池女                |                                         | más címen Club Girl Story                             |
| 1977 | Hot Blood                                   | 入冊                | "Ah Cheng"                              |                                                       |
| 1977 | Bed for Day, Bed for Night                  | 床上的故事          |                                         |                                                       |
| 1978 | Miss "O"                                    | O女                 | Kuan Yen-Ping                           |                                                       |
| 1978 | Their Private Lives                         | 愛慾狂潮            | Ko Ming-Chung                           |                                                       |
| 1980 | See-Bar                                     | 師爸                | Git vagy Chieh                          | más címen God Father                                  |
| 1980 | Pembunahan Pursuit                          | 懵佬，大賊，傻偵探  | gyilkos                                 |                                                       |
| 1980 | Police Sir!                                 | 係咁先              | Chu Hwa Tai                             |                                                       |
| 1980 | Joy to the World                            | 喜劇王              | Yam Chung-Lung                          | más címen King of Comedy                              |
| 1981 | The Executor                                | 執法者              | Ng Tao                                  | más címen Heroic Cops (cameo)                         |
| 1981 | The Story of Woo Viet                       | 胡越的故事          | Woo Viet                                |                                                       |
| 1982 | The Postman Strikes Back                    | 巡城馬              | Fu Jun                                  | más címen Postman Fights Back                         |
| 1982 | The Head Hunter                             | 獵頭                | Yuen Lik                                | más címen Long Goodbye                                |
| 1983 | Last Affair                                 | 花城                | Kwong Ping                              |                                                       |
| 1983 | The Bund                                    | 上海灘              | Hui Man Keung                           | más címen Shanghai Beach                              |
| 1983 | The Bund 2                                  | 上海灘續集          |                                         |                                                       |
| 1983 | Blood Money                                 | 血汗金錢            | Bullet                                  | más címen Bloody Money                                |
| 1983 | Katanyu Prakasit                            |                     |                                         | thai film                                             |
| 1984 | Love in a Fallen City                       | 傾城之戀            | Fan Liu Yuen                            |                                                       |
| 1984 | Hong Kong 1941                              | 等待黎明            | Yip Kim-Fei                             |                                                       |
| 1984 | The Occupant                                | 靈氣逼人            | Inspector Valentino Chow                | más címen The Tenant                                  |
| 1985 | Women                                       | 女人心              | Derek Sun                               |                                                       |
| 1985 | Why Me?                                     | 何必有我?           | Mr Chow                                 |                                                       |
| 1986 | Nepal Affair                                | 奇緣                | Joe                                     | más címen Witch from Nepal                            |
| 1986 | Love Unto Waste                             | 地下情              | Inspector Lan                           |                                                       |
| 1986 | Missed Date                                 | 初一十五            | Peter                                   |                                                       |
| 1986 | Dream Lovers                                | 夢中人              | Song Yu                                 |                                                       |
| 1986 | Szebb holnap                                | 英雄本色            | Mark Gor                                |                                                       |
| 1986 | The Seventh Curse                           | 原振俠與衛斯理      | Wei                                     |                                                       |
| 1986 | Rose                                        | 玫瑰的故事          | Charles Ga Ming                         | más címen Story of Rose Lost Romance                  |
| 1986 | The Lunatics                                | 癲佬正傳            | Chung                                   |                                                       |
| 1986 | 100 Ways to Murder Your Wife                | 殺妻二人組          | Fa                                      | más címen Killing Wives Softly                        |
| 1986 | A Hearty Response                           | 義蓋雲天            | Ho Ting Bon                             |                                                       |
| 1986 | My Will, I Will                             | 你情我願            |                                         | más címen You Want, I Want                            |
| 1987 | City on Fire                                | 龍虎風雲            | Ko Chow                                 |                                                       |
| 1987 | Spiritual Love                              | 鬼新娘              | Pu Yung Tsai                            | más címen Phantom Bride                               |
| 1987 | Flaming Brothers                            | 江湖龍虎門          | Tin                                     | más címen The Flame Brothers                          |
| 1987 | Scared Stiff                                | 小生夢驚魂          | Chow felügyelő                          |                                                       |
| 1987 | An Autumn's Tale                            | 秋天的童話          | Samuel Pang                             |                                                       |
| 1987 | Fekete bosszú                               | 英雄好漢            | Li Ah Chai                              |                                                       |
| 1987 | Brotherhood                                 | 義本無言            | Fai                                     | más címen Code of Honor Triad Savages                 |
| 1987 | Lángoló börtön                              | 監獄風雲            | Chung Tin Ching                         |                                                       |
| 1987 | Rich and Famous                             | 江湖情              | Li Ah Chai                              |                                                       |
| 1987 | Szebb holnap 2                              | 英雄本色續集        | Ken Lee                                 |                                                       |
| 1987 | The Romancing Star                          | 精裝追女仔          | Wong Yat Fat                            |                                                       |
| 1988 | City War                                    | 義膽紅唇            | Dick Lee                                |                                                       |
| 1988 | Goodbye My Friend                           | 再見英雄            |                                         |                                                       |
| 1988 | The Eighth Happiness                        | 八星報喜            | Fong Kim Long                           |                                                       |
| 1988 | Fractured Follies                           | 長短腳之戀          | Joe Leung                               |                                                       |
| 1988 | Romancing Star 2                            | 精裝追女仔之2       | Wong Yat Fat vagy Big Mouth Fat (cameo) |                                                       |
| 1988 | Tiger on Beat                               | 老虎出更            | Francis Li                              | más címen Tiger on the Beat                           |
| 1988 | Greatest Lover                              | 公子多情            | Qian Jin vagy Nelson Chow               |                                                       |
| 1988 | Cherry Blossoms                             | 郁達夫傳奇          | Yu Ta Fu                                | más címen Legend of Yu Ta Fu                          |
| 1988 | Diary of a Big Man                          | 大丈夫日記          | Chow Ting Fat                           |                                                       |
| 1989 | All About Ah-Long                           | 阿郎的故事          | Ah-Long társíró                         |                                                       |
| 1989 | A bérgyilkos                                | 喋血雙雄            | Jong                                    |                                                       |
| 1989 | Szebb holnap 3: Szerelem és halál Saigonban | 英雄本色III夕陽之歌 | Mark                                    |                                                       |
| 1989 | God of Gamblers                             | 賭神                | Ko Chun                                 |                                                       |
| 1989 | Triads: The Inside Story                    | 我在黑社會的日子    | Lee Man-Ho                              |                                                       |
| 1989 | Wild Search                                 | 伴我闖天涯          | Lau Chun-Pong                           |                                                       |
| 1990 | The Fun, the Luck & the Tycoon              | 吉星拱照            | Lam Bo Sun Stink                        | Chow két szerepet is játszott a filmben               |
| 1991 | Tolvaj voltam mostanáig                     | 縱橫四海            | Joe                                     | más címen A vér nem válik vízzé Leszámolás felsőfokon |
| 1991 | Lángoló börtön 2                            | 監獄風雲II逃犯      | Chung Tin Ching                         |                                                       |
| 1992 | Now You See Love, Now You Don't             | 我愛扭紋柴          | Ng San Shui                             | más címen Now You See It, Now You Don't               |
| 1992 | Fegyverek istene                            | 辣手神探            | Tequila Yuen                            |                                                       |
| 1992 | Full kontakt                                | 俠盜高飛            | Jeff vagy Gou Fei                       |                                                       |
| 1994 | God of Gamblers Returns                     | 賭神2               | Ko Chun                                 | más címen The Return of the God of Gamblers           |
| 1994 | Treasure Hunt                               | 花旗少林            | Jeffrey Chang Ching                     |                                                       |
| 1995 | Gyilkosok szentélye                         | 和平飯店            | Wong A Ping / gyilkos és társíró        |                                                       |
| 1998 | Gyilkosok gyilkosa                          |                     | John Lee                                |                                                       |
| 1999 | Mocskos zsaruk                              |                     | Nick Chen                               |                                                       |
| 1999 | Anna és a király                            | 安娜与国王          | Mongkut király                          |                                                       |
| 2000 | Tigris és sárkány                           | 臥虎藏龍            | Li Mu Bai                               |                                                       |
| 2003 | Golyóálló szerzetes                         |                     | Névtelen szerzetes                      |                                                       |
| 2005 | Waiting Alone                               | 独自等待            | Ge Fa (cameo)                           |                                                       |
| 2006 | The Postmodern Life of My Aunt              | 姨媽的後現代生活    | Pan Zhichang                            |                                                       |
| 2006 | Az aranyszirmok átka                        | 滿城盡帶黃金甲      | Ping császár                            |                                                       |
| 2007 | A Karib-tenger kalózai: A világ végén       |                     | Sao Feng kapitány                       |                                                       |
| 2008 | A selyemút árvái                            | 黄石的孩子          | Chen Hansheng                           | más címen The Bitter Sea                              |
| 2009 | Dragonball: Evolúció                        | 龙珠进化            | Muten Roshi                             |                                                       |
| 2009 | The Founding of a Republic                  | 建国大业            | Yuan Shikai (cameo)                     |                                                       |
| 2010 | Confucius                                   | 孔子                | Confucius                               |                                                       |
| 2010 | Sanghaj                                     | 谍海风云            | Anthony Lan-Ting                        |                                                       |
| 2010 | Let the Bullets Fly                         | 让子弹飞            | Huang mestr                             |                                                       |
| 2011 | The Founding of a Party                     | 建党伟业            | Yuan Shikai                             |                                                       |
| 2012 | The Assassins                               | 铜雀台              | Cao Cao                                 |                                                       |
| 2012 | Az utolsó mágnás                            | 大上海              | Cheng Daqi                              |                                                       |
| 2014 | From Vegas to Macau                         | 賭城風雲            | Ken, Ko Chun                            |                                                       |
| 2014 | A majom király                              | 大鬧天宮            | Jade császár                            |                                                       |
| 2015 | Office                                      | 華麗上班族          | Ho Chung-ping                           |                                                       |
| 2015 | From Vegas to Macau 2                       | 賭城風雲II          | Ken, Ko Chun                            |                                                       |
| 2016 | Cold War 2                                  | 寒戰2               | Oswald Kan                              |                                                       |
| 2016 | From Vegas to Macau 3                       | 賭城風雲III         | Ken, Ko Chun                            |                                                       |
| 2016 | Monkey King: The Legend Begins              |                     | Jade császár                            |                                                       |

## Televízió
| Év   | Series title                               | Alternate            | Role             | Episodes | Notes                               |
| ---- | ------------------------------------------ | -------------------- | ---------------- | -------- | ----------------------------------- |
| 1974 | God of River Lok                           | 民間傳奇系列：洛神   |                  |          |                                     |
| 1975 | Chinese Folklore: Dream of the Red Chamber | 民間傳奇系列：紅樓夢 |                  |          |                                     |
| 1975 | Little Women                               |                      |                  |          |                                     |
| 1975 | Broken Pieces                              | 片斷                 |                  |          |                                     |
| 1975 | Beautiful Ladies                           |                      |                  |          |                                     |
| 1976 | Seven Women                                |                      |                  |          |                                     |
| 1976 | Lady Yang                                  |                      |                  |          |                                     |
| 1976 | Hotel                                      | 狂潮                 |                  | 128      | aka Mad Tide, Raging Tides          |
| 1976 | The Killer I                               | 大江南北             |                  | 20       | aka Hitman 72 Hours                 |
| 1976 | The Itinerant Boy                          | 江湖小子             |                  | 20       | aka The Vagabond                    |
| 1977 | A House Is Not a Home                      | 家變                 |                  | 80       | aka Family Change                   |
| 1977 | Thirteen – 4 – Suffocation                 |                      |                  |          |                                     |
| 1978 | The Giants                                 | 強人                 |                  | 110      | aka Powerful People                 |
| 1978 | Conflict                                   | 奮鬥                 |                  | 80       | aka Ancient Battle                  |
| 1978 | Mystery Beyond                             |                      |                  |          | Chow appeared in 3 episodes         |
| 1978 | Vanity Fair                                |                      |                  |          |                                     |
| 1978 | The Heated Wave of Youth                   |                      |                  |          |                                     |
| 1979 | The Good, the Bad and the Ugly             | 網中人               | Ching Wai        | 80       | aka Man in the Net                  |
| 1979 | Heavenly Rainbow                           | 天虹                 |                  | 80       | aka Over the Rainbow                |
| 1979 | The Landlord                               |                      |                  | 13       |                                     |
| 1979 | Man From Hong Kong                         |                      |                  | 13       | aka Dragon Lake Heroes              |
| 1979 | When a Woman is 30                         |                      |                  |          |                                     |
| 1980 | The Bund                                   | 上海灘               |                  | 25       | aka Shanghai Tan aka Shanghai Beach |
| 1980 | The Brothers                               | 親情                 |                  | 75       | aka Family Feelings                 |
| 1980 | Seekers                                    | 前路                 |                  | 20       | aka The Road Ahead                  |
| 1981 | Good Old Times                             | 鱷魚潭               |                  | 20       | aka Alligator Pool                  |
| 1981 | The Shell Game II                          | 千王群英會           |                  | 20       |                                     |
| 1982 | The Fate                                   | 火鳳凰               |                  | 20       | aka Flaming Phoenix                 |
| 1982 | The Legend of Master So                    |                      |                  | 20       |                                     |
| 1982 | The Maverick                               |                      |                  | 20       |                                     |
| 1983 | Radio Tycoon                               | 播音人               | "Wei Yechang"    | 30       |                                     |
| 1983 | Angels and Devils                          | 北斗雙雄             | "Yue Fan"        | 20       |                                     |
| 1983 | The Super Power                            | 天降財神             | "Tin Yat"        | 20       |                                     |
| 1984 | The Smiling, Proud Wanderer                | 笑傲江湖             | "Linghu Chong"   | 30       | aka State of Divinity               |
| 1985 | Battle Among the Clans                     | 大香港               | "Lok Chung Hing" | 26       | aka Big Hong Kong                   |
| 1985 | Police Cadet '85                           | 新紮師兄第 II        |                  | 40       | aka Police Cadet II                 |
| 1986 | The Yang's Saga                            | 楊家將               |                  | 6        |                                     |
| 1987 | Small and Alone in the World               |                      |                  |          |                                     |